# Чаклунки (телесеріал)
Чаклунки — український російськомовний 12-серійний містичний телесеріал. Режисером телесеріалу виступив шведський режисер Андерс Банке. У головних ролях знялися Євгенія Гладій та Олександр Кобзар.
Прем'єра першого сезону відбулася 11 грудня 2018 на телеканалі Новий канал.

## Сюжет
Звичайні дівчата випадково отримують магічні здібності, на які зазіхали потужні чаклуни. Їм доведеться розібратися з непрошеним даром та розпочати боротьбу проти зла, аби вижити та врятувати близьких. Завдяки своїм новим можливостям у них є шанс виправити все зло, яке з ними сталося. Жінки вирішують, що будуть допомагати всім, хто слабкий і кого можуть дозволити собі образити сильніші люди. Також дівчата намагатимуться налагодити і своє особисте життя.

## У ролях
| Актор             | Роль    |
| ----------------- | ------- |
| Євгенія Гладій    | Хельга  |
| Олександр Кобзар  | Інгвар  |
| Слава Красовська  | Ніка    |
| Катерина Гулякова | Марго   |
| Ольга Ціцілінська | Соня    |
| Аліна Коваленко   | Діна    |
| Андрій Федінчик   | Мендель |
| Артур Логай       | Майк    |
| Антоніна Макарчук | Стелла  |
| Тарас Цимбалюк    | Череп   |

## Реліз
Початково прем'єра першого сезону планувалася на 18 вересня 2018 на телеканалі Новий канал, але згодом її перенесли на 11 грудня 2018.

## Відгуки кінокритиків
Телесеріал отримав різко негативні відгуки від україномовних кінокритиків, переважно через його російськомовність.